# Адалберт фон Бремен
Адалберт фон Бремен (на немски: Adalbert von Bremen, Albert, Adalbert I, * ок. 1000, вероятно в Гозек, Саксония-Анхалт, † 16 март 1072, Гослар, Долна Саксония) от род Бурхардинги, е архиепископ на Бремен и Хамбург от 1043 до 1072 г. и също водеща личност на Свещената Римска империя по времето на Хайнрих IV.

## Биография
Той е третият син на Фридрих I фон Гозек († 1042), граф на Гозек и Мерзебург и от 1038 г. пфалцграф на Саксония, и съпругата му Агнес фон Ваймар, вероятно дъщеря на Вилхелм II, граф на Ваймар и херцог на Тюрингия.
Адалберт е възпитаван в катедралното училище в Халберщат и през 1032 г. става там домпропст. С император Хайнрих III той има тясна връзка. Адалберт последва архиепископ Бецелин, наричан Адалбранд, и получава от папа Бенедикт IX архиепископския Палиум. През 1046 г. се отказва да стане папа. Той става през 1056 г. регент на Свещената Римска империя заедно с Хайнрих IV. Адалберт е свален от службата му архиепископ през 1066 г.
В Бремен помага през 1041 г. отново да се построи изгорялата катедрала.